# World War II Behind Closed Doors: Stalin, the Nazis and the West
World War II Behind Closed Doors: Stalin, the Nazis and the West é um  documentário da  BBC/PBS sobre o papel de Joseph Stalin durante a Segunda Guerra Mundial. O filme de 2008 combina seguimentos documentário narrativos intercalados por dramática re-encenações com atores representando as principais figuras políticas da época. O documentário tem a duração de seis horas. Foi exibido nos Estados Unidos em três segmentos de duas horas.
O documentário traz novas informações disponíveis ao público a partir dos arquivos soviéticos liberados após o colapso da União Soviética. O historiador inglês Laurence Rees fez a compilação de investigação e escrita da série.
A série se aprofunda em questões como os britânicos, americanos e soviéticos encobriram  o Massacre da Floresta de Katyn; a atuação de Churchill em Yalta, o acordo que Stalin mantenha os territórios obtidos pelo pacto nazi-soviético, incluindo Kresy; as transferências população polaca (1944-1946 ) e da traição ou perseguição de figuras como o marechal Gueorgui Júkov, Vyacheslav Molotov e H. John Noble.
A narração foi realizado pelo veterano narrador da série de Ken Burns 'PBS, Keith David. Joseph Stalin é interpretado por Alexei Petrenko, Winston Churchill é interpretado por Paul Humpoletz e Franklin D. Roosevelt é interpretado por Bob Gunton.